# Anna de Perrot
Anna de Perrot (* 11. Dezember 1828 in Neuenburg; † 21. August 1915 ebenda) war eine schweizerische Aktivistin der Frauenbewegung.

## Leben

### Familie
Anna de Perrot war die Tochter von Charles Frédéric Henri de Perrot (* 19. November 1785 in Môtiers) Offizier in französischen Diensten und Oberstleutnant der Miliz und dessen Ehefrau Marie Catherine Pauline (geb. Cuche) (* 1796). Ihr Bruder war der Offizier Louis de Perrot (* 13. Oktober 1825 in Neuenburg; † 6. Januar 1910 in Areuse), und sie war eine Urenkelin des Politikers Jérôme François de Perrot (* 10. August 1722 in Le Locle; † 21. November 1791 in Neuenburg).
Sie blieb zeit ihres Lebens ledig.

### Soziales und gesellschaftliches Wirken
Anna de Perrot war anfangs von 1877 bis 1888 Sekretär und darauf von 1888 bis 1911, als Nachfolgerin von Marie Humbert-Droz, Präsidentin des Zentralkomitees des 1877 von Josephine Butler gegründeten Internationalen Vereins der Freundinnen Junger Mädchen (heute: Compagna). Der Verein hatte es sich zur Aufgabe gemacht, gegen die vom Staat tolerierte und reglementierte Prostitution zu kämpfen und sich gegen «Unsittlichkeit» und die «Doppelmoral» der bürgerlichen Gesellschaft einzusetzen.
Sie war auch Mitgründerin und Vorstandsmitglied des Œuvre du secours, das ausgewanderten Mädchen ein Heim bot sowie Stellenvermittlungsbüros in der Schweiz und im Ausland und die Mädchenerziehungsanstalt Asile de la Ruche betrieb.
Dazu engagierte sie sich als Mitglied der Internationalen Föderation zur Abschaffung der Prostitution, der Association pour la répression de la traite des blanches (siehe auch: Prostitution in der Schweiz) sowie in der Neuenburger Sektion der Association du Sou pour le relèvement moral, die 1879 von Betsy Cellérier (1822–1881) ins Leben gerufen worden war; zusätzlich war sie noch als Mitarbeiterin im Blauen Kreuz tätig. Sie war auch Direktionsmitglied des Diakonissenhauses von Saint-Loup in der Gemeinde Pompaples, das 1842 von Louis Germond in Echallens gegründet worden und 1852 nach Saint-Loup verlegt worden war.
Anna de Perrot unterstützte auch aktiv die Missionen in nicht-christlichen Ländern.

## Schriften (Auswahl)
- Le monde et la jeune fille. Imité de l’anglais. Impr. Attinger, Neuchâtel 1879, OCLC 718587815. Auch u.d.T.: Le monde et la jeune fille. Union internationale des amies de la jeune fille, Neuchâtel 1888, OCLC 716928564 (12 S.).
- mit Amélie Humbert und Esther Richard: Rapport du bureau central présenté à la conférence internationale, à Neuchâtel, mai 1905. Bureau central, Neuchâtel 1905, OCLC 716199672 (244 S.).
- mit Amélie Humbert: Lettre particuliere. Neuchâtel 1905, OCLC 779071820 (4 S.).